# Molophilus crassulus
Molophilus crassulus là một loài ruồi trong họ Limoniidae. Chúng phân bố ở miền Cổ bắc.